# Millonarios FC
Millonarios FC  is een Colombiaanse voetbalclub uit de hoofdstad Bogota.

## Geschiedenis
De club werd in 1946 opgericht en had een gouden tijd in de jaren vijftig toen de club als een van de sterkste teams in de wereld werd beschouwd met spelers als Alfredo Di Stéfano (die beschouwd wordt als een van de vier beste spelers in de geschiedenis), Adolfo Pedernera, Néstor Rossi en Julio Cozzi. In maart 1952 won de club met 4-2 van Real Madrid.
Het succes van de beginjaren kon niet meer geëvenaard worden en de laatste landstitel werd in 1988 gewonnen. In 2001 was de club wel nog eindwinnaar in de Copa Merconorte.

## Erelijst
Nationaal
- Landskampioen

1949, 1951, 1952, 1953, 1959, 1961, 1962, 1963, 1964, 1972, 1978, 1987, 1988, 2012 (Finalización), 2017 (Finalización), 2023 (Apertura)
- Copa Colombia

1952-53, 1963, 2011, 2022
- SuperLiga Colombiana

2018, 2024
Internationaal
- Copa Merconorte

2001
- Pequeña Copa del Mundo

1953
- Copa Simón Bolívar

1972

## Bekende (oud-)spelers
- Héctor Botero
- Carlos Castro
- Óscar Córdoba
- Óscar Cortés
- Alfredo Di Stéfano
- Ernesto Díaz
- Radamel Falcao
- Alfredo Ferrer
- Hugo Galeano
- Gabriel Gómez
- René Higuita
- Osman López
- Nolberto Molina
- Jaime Morón
- Alex Valderrama
- Carlos Valderrama
- Eddy Villaraga

## Trainer-coaches
- Héctor Scarone (1946-1947)
- Gabriel Ochoa Uribe (1958–1960; 1961–1964; 1970–1977)
- Jorge Luis Pinto (1984-1985)
- Miguel Prince (1992–1993; 1995–1996; 2006)
- Francisco Maturana (1998)
- Fernando Castro (2005)
- Juan Carlos Osorio (2006–2007)
- Mario Vanemerak (2007-2008)
- Bonner Mosquera (2008)
- Óscar Quintabani (2008-2009)
- Luis Augusto García (2009-2010)
- Richard Páez (2010-2012)
- Hernán Torres (2012-2013)
- Juan Manuel Lillo (2014)
- Ricardo Lunari (2014-2015)
- Rubén Israel (2015-2016)
- Diego Cocca (2016)
- Miguel Ángel Russo (2017-2018)
- Jorge Luis Pinto (2019)
- Alberto Gamero (2020-2024)

## Kampioensteams
- 1949 — Alcides Aguilera [Uru], Tomás Aves, Pedro Cabillón [Arg], Alfredo Castillo [Arg], Alfonso Correa, Oscar Corzo [Arg], Alfredo Di Stéfano [Arg], Manuel Fandiño, Rafael Granados, Alfredo Mosquera [Per], Danilo Mourman [Bra], Gabriel Ochoa Uribe, Angel Otero, Adolfo Pedernera [Arg], Rubén Rocha, Néstor Rossi [Arg], Ismael Soria [Per], Rafael Valek, Francisco Zuluaga. Trainer-coach: Carlos Aldabe [Arg].
- 1951 — Alcides Aguilera [Uru], Tomás Aves, Antonio Baez [Arg], Alfredo Castillo [Arg], Julio Cozzi [Arg], Alfredo Di Stéfano [Arg], Alfredo Mosquera [Per], Reinaldo Mourín [Arg], Gabriel Ochoa Uribe, Adolfo Pedernera [Arg], Raúl Pini [Uru], Julio César Ramírez [Par], Hugo Reyes [Arg], Néstor Rossi [Arg], Ismael Soria [Per], Francisco Zuluaga. Trainer-coach: Adolfo Pedernera [Arg].
- 1952 — Alcides Aguilera [Uru], Julio Avila [Arg], Antonio Baez [Arg], Jorge Benegas [Arg], Julio Cozzi [Arg], Alfredo Di Stéfano [Arg], Mario Fernandez [Arg], Alfredo Mosquera [Per], Reinaldo Mourín [Arg], Gabriel Ochoa Uribe, Adolfo Pedernera [Arg], Raúl Pini [Uru], Julio César Ramírez [Par], Hugo Reyes [Arg], Néstor Rossi [Arg], Ismael Soria [Per], Felipe Stemberg [Arg], Francisco Zuluaga. Trainer-coach: Adolfo Pedernera [Arg].
- 1953 — Julio Aragón, Julio Avila [Arg], Jorge Benegas [Arg], Oscar Contreras [Arg], Julio Cozzi [Arg], Narciso De Castro, Alfredo Di Stéfano [Arg] (tot mei), Mario Fernández [Arg], Hermel Hernández, Roberto Martinez [Arg], Reinaldo Mourín [Arg], Gabriel Ochoa Uribe, Adolfo Pedernera [Arg], Raúl Pini [Uru], Julio César Ramírez [Par], Néstor Rossi [Arg], Ismael Soria [Per], Felipe Stemberg [Arg], Jacinto Villalba [Per], Ramón Villaverde [Uru], Francisco Zuluaga. Trainer-coach: Adolfo Pedernera [Arg].
- 1959 — Rodolfo Avila [Arg], Edgar Bustamante, Roberto José Castro [Arg], Pablo Centurión [Par], Hugo Contreras [Arg], Ulilo Democracio Acevedo [Arg], Manuel Díaz, Ricardo Díaz, Luis Alfonso García, Hernando González, Marino Klinger, Orlando Larraz [Arg], Walter Marcolini [Arg], Delio Noriega, Alfredo Rodríguez, Luis Alberto Rubio, Francisco Zuluaga. Trainer-coach: Gabriel Ochoa Uribe.
- 1961 — Martín Alarcón [Arg], Carlos Arango, Rodolfo Avila [Arg], Genaro Benítez [Par], Carlos Alberto Bolla [Arg], Pablo Centurión [Par], Carlos Alberto Debatte [Arg], Oswaldo Debrassi [Arg], Ricardo Díaz, Delio Gamboa, José Oscar Jamardo [Arg], Marino Klinger, Héctor Lombana, Rodolfo Michelli [Arg], Senén Mosquera, Rubén Antonio Pizarro [Arg], Adalberto Quiñónez, Luis Alberto Rubio. Trainer-coach: Gabriel Ochoa Uribe.
- 1962 — Martín Alarcón [Arg], Carlos Arango, Rodolfo Avila [Arg], Genaro Benítez [Par], Carlos Alberto Bolla [Arg], Carlos Campillo, Pablo Centurión [Par], Carlos Alberto Debatte [Arg], Oswaldo Debrassi [Arg], Ricardo Díaz, Delio Gamboa, Andrés Escobar, José Oscar Jamardo [Arg], Marino Klinger, Héctor Lombana, Rodolfo Michelli [Arg], Senén Mosquera, Rubén Antonio Pizarro [Arg], Adalberto Quiñónez, Jorge Ramírez Gallego, Luis Alberto Rubio, Santiago Vulcano [Arg]. Trainer-coach: Gabriel Ochoa Uribe.
- 1963 — Eladio Alvarez, Conrado Arango, Joel Cabrera [Par], Finot Castaño, Carlos Campillo, Pablo Centurión [Par], Almir da Silva [Bra], Ricardo Díaz, Zezé Gambassi [Bra], Delio Gamboa, Pedro Gando [Ecu], José Oscar Jamardo [Arg], Marino Klinger, Héctor Lombana, Senén Mosquera, Rubén Antonio Pizarro [Arg], Adalberto Quiñónez, Jorge Ramírez Gallego, José Romeiro Cardozo [Bra], Arturo Solórzano, Santiago Vulcano. Trainer-coach: Gabriel Ochoa Uribe.
- 1964 — Orlando Basilio [Bra], Carlos Alberto Bolla [Arg], Enrique Botejara [Bra], Ricardo Díaz, Silvio Faria [Bra], Delio Gamboa, Pedro Gando [Ecu], Jaime González, Roberto Guzmán, José Oscar Jamardo [Arg], Senén Mosquera, Silvio Parodi [Par], Donald Pereira [Bra], Rubén Antonio Pizarro [Arg], José Romeiro Cardozo [Bra], Efraín Sánchez, Arturo Solórzano. Trainer-coach: Gabriel Ochoa Uribe (tot september), opgevolgd door João Avelino Gomes [Bra].
- 1972 — Alfredo Arango, Alejandro Brand, Julio Avelino Comesaña [Uru], Alberto Ferrero [Uru], Víctor Garzón, Julio Edgar Gaviria, Julio Gómez [Par], Euclides González, Joaquín González, Jaime Morón, Willington Ortiz, Apolinar Paniagua [Par], Otoniel Quintana, Orlando Rico, Arturo Segovia, Hermenegildo Segrera, Dragoslav Sekuralak [Yug], Miguel Angel Sossa [Par], Néstor Subiat [Arg], Eladio Vásquez, Oscar Villano [Arg]. Trainer-coach: Gabriel Ochoa Uribe.
- 1978 — Jorge Amado, Heberto Carrillo, Sergio Cierra [Arg], Alvaro Cuellar, Aldo Roque Espinosa, Germán Gutiérrez, Mario Gutiérrez, Juán José Irigoyén [Arg], Alfonso López, Luis Gerónimo López [Par], Jaime Morón, Daniel Germán Onega [Arg], Oscar Ortega, Willington Ortiz, Daniel Promanzio [Arg], Jaime Rodríguez, Arturo Segovia, Anibal Tortoriello [Arg]. Trainer-coach: Jaime Arroyave (tot juli), opgevolgd door Pedro Dellacha [Arg].
- 1987 — Jair Abonía, Rafael Bobadilla [Par], Wilman Conde, Rubén Oswaldo Cousillas [Arg], Cerveleón Cuesta, José Antonio Díaz, Juan Carlos Díaz [Arg], Carlos Estrada, Hugo Galeano, Gabriel Gómez, Gildardo Gómez, Rubén Darío Hernández, Arnoldo Iguarán, Oscar Eduardo Juárez [Arg], Carlos Meza, Eduardo Pimentel, Miguel Augusto Prince, Gabriel Quimbaya, Jorge Raigoza, Mario Vanemerak [Arg], Mario Hernán Videla [Arg]. Trainer-coach: Luis Augusto García.
- 1988 — Jair Abonía, Nilton Bernal, Fabio Calle, Wilman Conde, Rubén Oswaldo Cousillas [Arg], Cerveleón Cuesta, Juan Carlos Díaz [Arg], Carlos Estrada, Omar Franco, Alirio Girón, Hugo Galeano, Rubén Darío Hernández, Arnoldo Iguarán, Oscar Eduardo Juárez [Arg], Eduardo Pimentel, Nestor Piza, Miguel Augusto Prince, Jorge Raigoza, Mario Vanemerak [Arg], Mario Hernán Videla [Arg]. Trainer-coach: Luis Augusto García.
- 2012 — Luis Delgado, Lewis Ochoa, Román Torres [Pan], Pedro Franco, Jarol Martínez, Yhonny Ramírez, Rafael Robayo, Harrison Otálvaro, Mayer Candelo, Wilberto Cosme, Wason Rentería, Nelson Ramos, Ignacio Ithurralde [Uru], Oswaldo Henríquez, Juan Esteban Ortiz, Omar Vásquez, Jorge Perlaza. Trainer-coach: Hernán Torres.
- 2017 — Nicolas Vikonis [Uru], Jair Palacios, Matías de los Santos [Uru], Andrés Cadavid, Felipe Banguero, Jhon Duque, Juan Guillermo Domínguez, David Macalister Silva, Harold Mosquera, Ayron del Valle, Duvier Riascos, Ramiro Sánchez, Juan Moreno, Anier Figueroa, Janeiler Rivas, Damir Zamora, Felipe Román, Omar Bertel, Sebastián Ayala, Henry Rojas, Jacobo Kouffaty [Ven], Alexis Zapata, Nicolás Murcia, Maxi Núñez [Arg], Elíser Quiñones, Christian Huérfano, Juan Camilo Salazar, Jader Valencia. Trainer-coach: Miguel Ángel Russo.
- 2023 — Álvaro Montero, Elvis Perlaza, Andrés Llinás, Juan Pablo Vargas [Crc], Jorge Arias, Daniel Giraldo, Larry Vásquez, Daniel Cataño, David Macalister Silva, Óscar Cortés, Leonardo Castro, Juan Moreno, Camilo Romero, Andrés Murillo, Óscar Vanegas, Israel Alba, Alex Moreno Paz, Ricardo Rosales, Samuel Asprilla, Juan Carlos Pereira, Dewar Victoria, Stiven Vega, Kliver Moreno, Nicolás Arévalo, Yuber Quiñones, Juan David Torres, Beckham Castro, Edgar Guerra, Jader Valencia, Fernando Uribe, Luis Paredes, Luis Carlos Ruiz, Ramiro Brochero. Trainer-coach: Alberto Gamero